# Palazzo Orzali
Il Palazzo Orzali, già Palazzo Staricco, è uno storico edificio in stile art noveau e neoclassico, sito in via XX Settembre, nel quartiere di San Vincenzo, a Genova in Italia.

## Storia

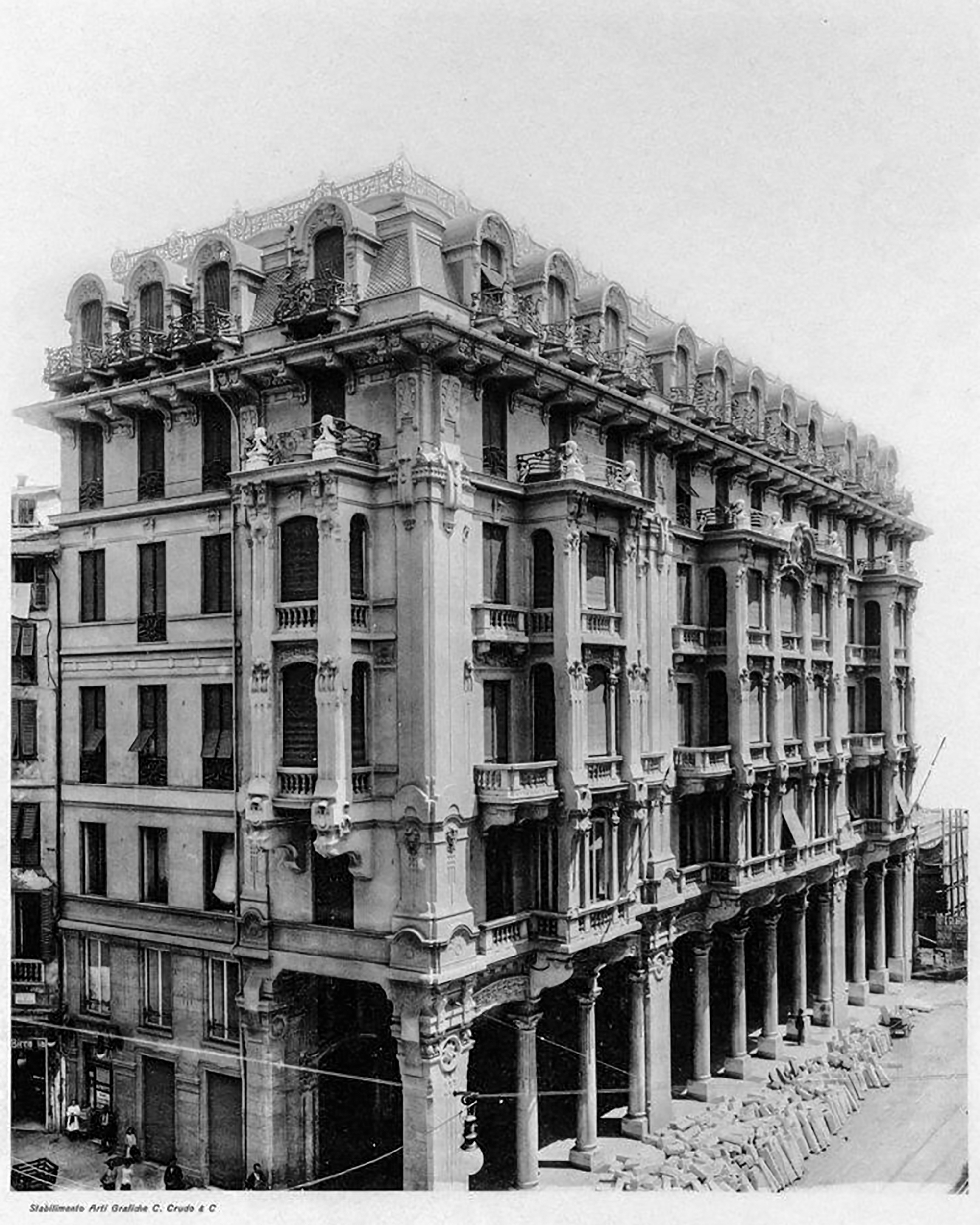
Palazzo Orzali quasi del tutto completato, fra il 1904 e il 1905, manca ancora l'arcone decorato nell'intersezione fra via Portoria e via XX Settembre

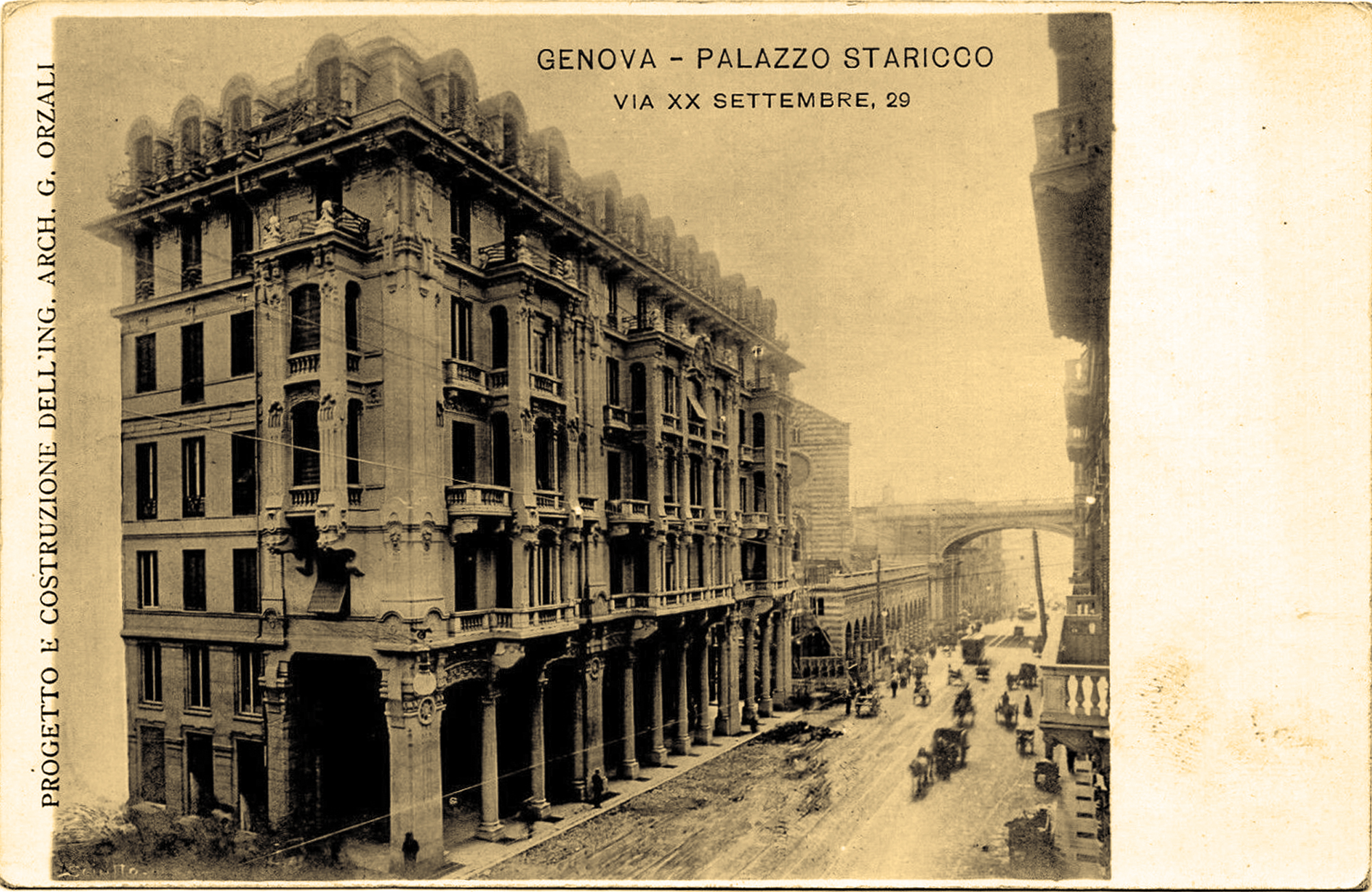
Il palazzo in una cartolina di inizio Novecento

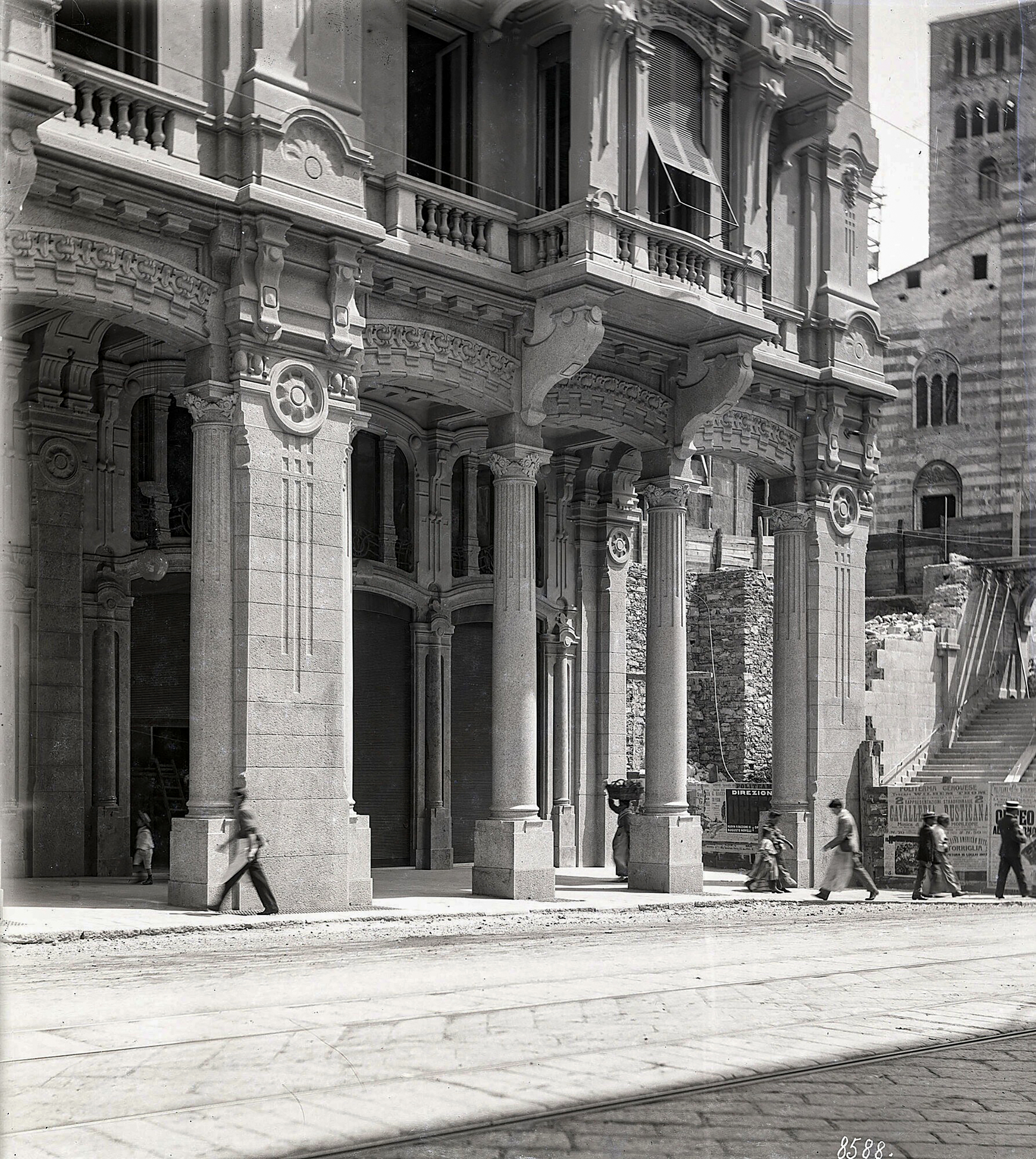
Il palazzo dal lato ovest, prima della costruzione dei portici di via XX Settembre; la chiesa di Santo Stefano era raggiungibile con una scalinata e il Ponte monumentale era in costruzione.

Il palazzo fu edificato durante il periodo di forte sviluppo e rivoluzione urbanistica che coinvolse Genova a cavallo fra l'Ottocento e il Novecento. Artefici principali della riprogettazione moderna della città furono Carlo Barabino e Giovanni Battista Resasco, mentre di via XX Settembre, asse viario fortemente voluto dal sindaco Andrea Podestà, tracciata sul percorso delle precedenti via Giulia e via della Consolazione, si occupò prevalentemente Cesare Gamba. Lungo il suo tracciato e nelle vie adiacenti, sorsero i più importanti edifici in stile liberty e neoclassico della città, tra il 1892 e il 1912.
Il progetto di Palazzo Orzali fu affidato all'architetto lucchese Gaetano Orzali, che si era trasferito a Genova appena ventinovenne e vi sarebbe restato per i successivi cinquantadue anni, sino alla morte. L'edificio, collocato al centro della via, di fronte all'Abbazia di Santo Stefano e al Ponte Monumentale, dirimpetto al palazzo liberty opera di Benvenuto Pesce Maineri, riscosse subito plauso, sino a essere definito dalla stampa dell'epoca «il più bell'edifizio moderno di via XX Settembre».
Il palazzo fu progettato in stile neoclassico con influenze dall'Art Nouveau e dall'eclettismo, in quella fusione tipica dell'architettura di Orzali. Insieme al palazzo, l'architetto progettò anche il monumentale arcone ornamentale collegato col palazzo, e posto nel punto di intersezione fra via Portoria (poi via V Dicembre) e via XX Settembre. Per un periodo, l'architetto stesso prese studio nel palazzo, per poi tornare presso il suo studio storico di via Archimede.
Già dai primi anni Trenta del Novecento, il palazzo divenne inizialmente noto come Palazzo Staricco, nome sia del podestà e medico di Borgio Verezzi Giacomo Staricco, proprietario di terreni nell'area (fra i quali quelli su cui sorse anche il civico 5), sia dell'avvocato italo-uruguaiano Juan Staricco (1899), fra i fondatori della camera di commercio italo-uruguaiana, che vi stabilì i suoi studi per molti decenni a partire dai primi anni 1910, seguìto poi dagli eredi, affermatisi in altre professioni. Il palazzo fu anche sede della Società Cementifera Italiana, del cui consiglio di amministrazione fecero parte sia Gaetano Orzali sia lo stesso avvocato Staricco.
Negli anni '50 del Novecento, fra il 1952 e il 1957, alcuni edifici più moderni furono costruiti dal lato posteriore del palazzo, in via delle Casaccie, in alcuni brevi tratti in aderenza all'edificio storico.
Nel 2003 il palazzo, costituito da tre unità catastali separate, è stato unito in un'unica unità immobiliare. Nel 2021, il vicino palazzo di Giustizia, in virtù delle restrizioni sanitarie dovute alla pandemia di COVID-19 che hanno reso necessario il reperimento di ulteriori spazi per lo svolgimento delle attività in presenza, ha trasferito presso palazzo Orzali cinque aule destinate alle udienze di cause civili e del lavoro.
Fra il 2021 e il 2022 il palazzo è stato interamente ristrutturato, col ripristino completo della facciata, dei cornicioni e dei balconi ornati.

## Descrizione

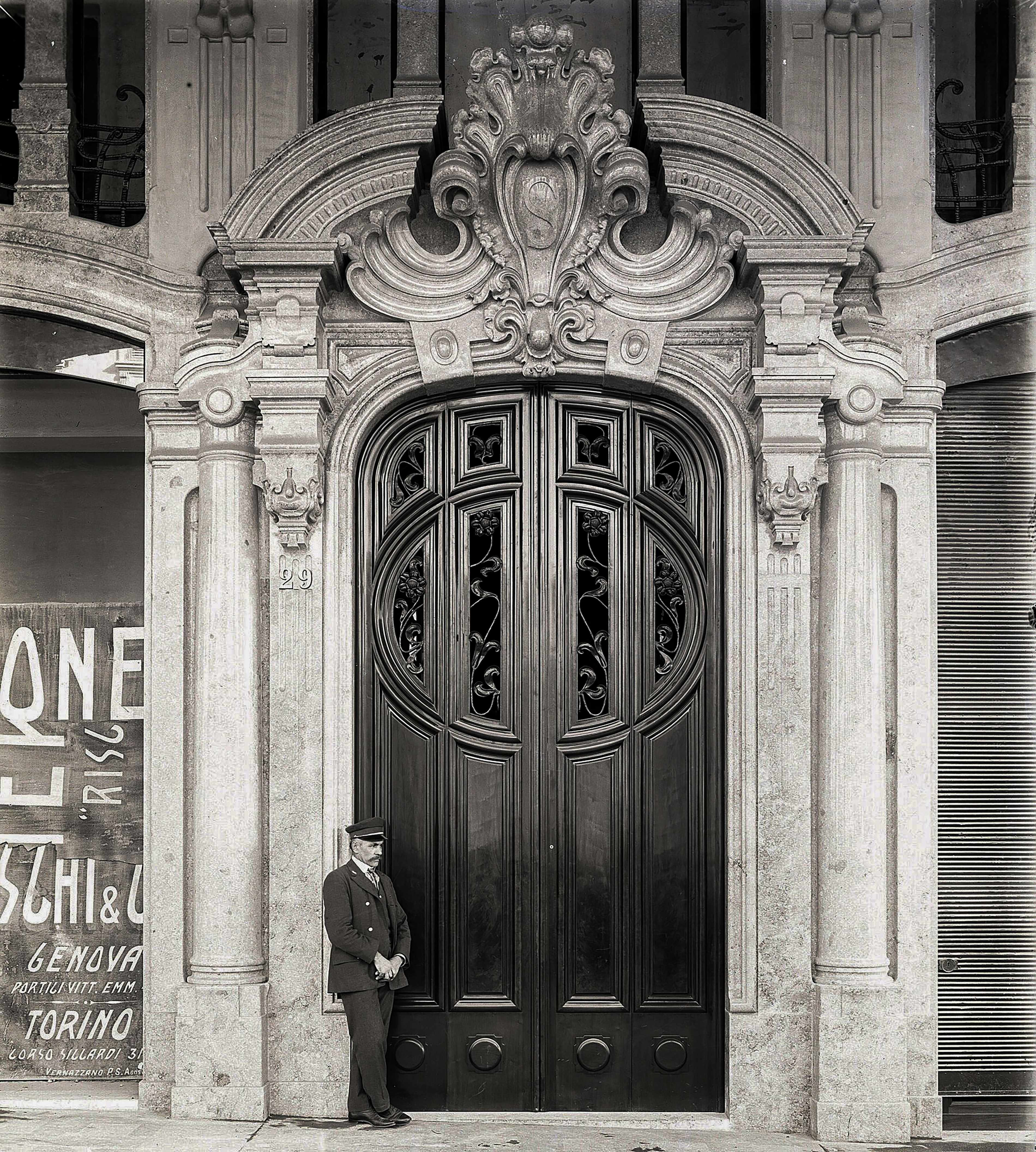
Il portale d'ingresso in una foto di Carlo Paganini

L'edificio ha una pianta a E rovesciata, ed è composto da cinque piani, più mezzanino.
La facciata, mossa e articolata, presenta tre grandi bovindi che si estendono per tre piani ed è percorsa da tre file di balconate. Nella parte superiore si conclude con un cornicione aggettante sormontato da una mansarda, le cui bucature sono evidenziate da grandi abbaini.
Il portone monumentale è in legno, collocato al centro di due colonne, ed è sovrastato da uno scudo (riportante la S di Staricco) oltre ad ampi e dettagliati fregi a voluta.
Dall'atrio colonnato, si passa all'ingresso che racchiude due ascensori e una scalinata monumentale a due rami che si articola intorno a un vuoto centrale coperto da un lucernaio.
L'ammezzato è servito da altre scale interne costruite per separare gli accessi della zona commerciale da quella a uso abitatico.
L'arcone monumentale sulla facciata sud del palazzo è stato edificato subito successivamente al palazzo e permette il prosieguo del porticato pubblico coperto senza soluzione di continuità. Il progetto è anch'esso dell'architetto Gaetano Orzali, con ossatura in cemento armato costruito dalla società dell'ingegnere Giovanni Antonio Porcheddu, e cemento Portland di Broni fornito dalla Società Cementifera Italiana.

## Galleria d'immagini

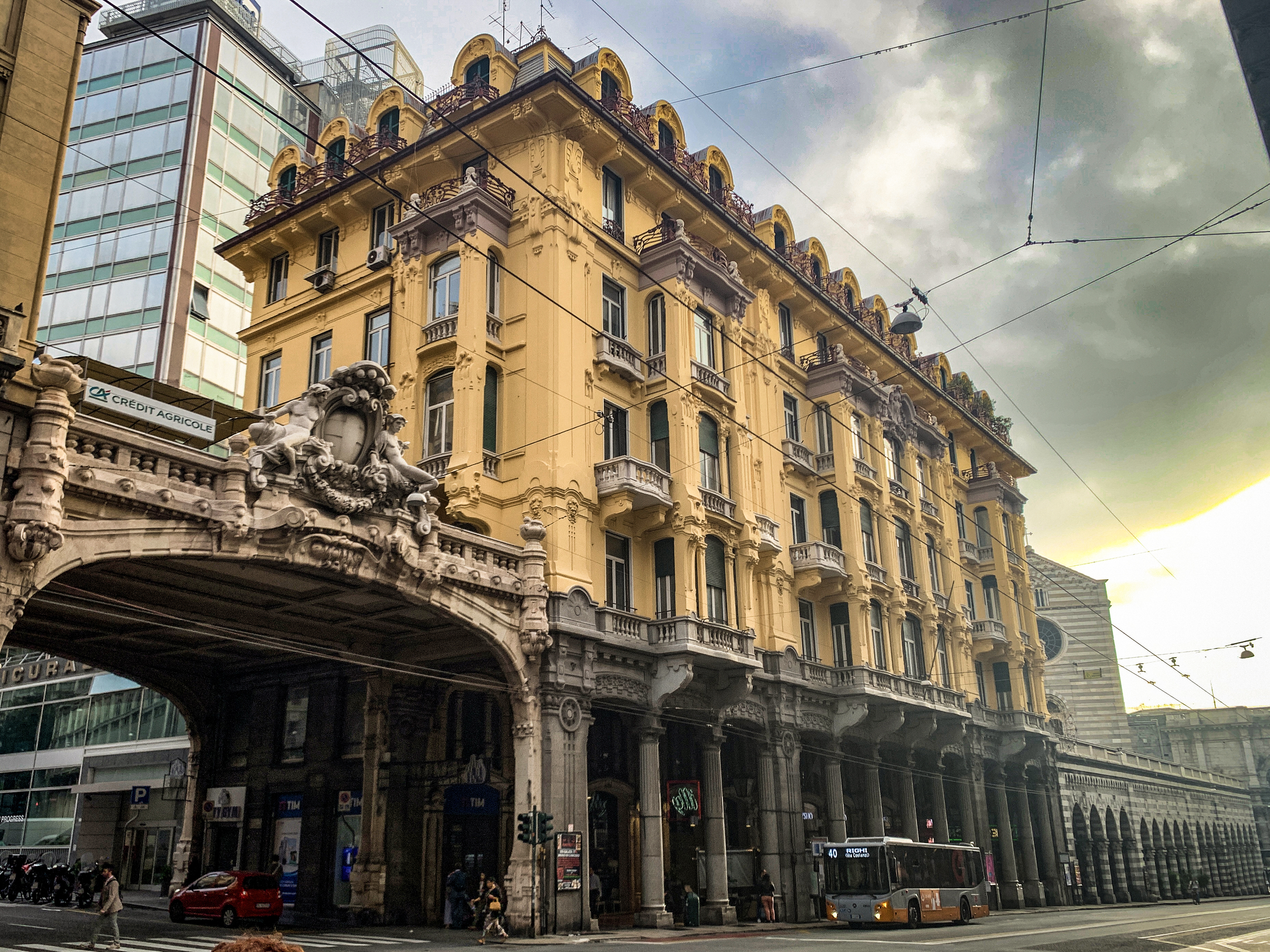
Facciata del palazzo, lato ovest
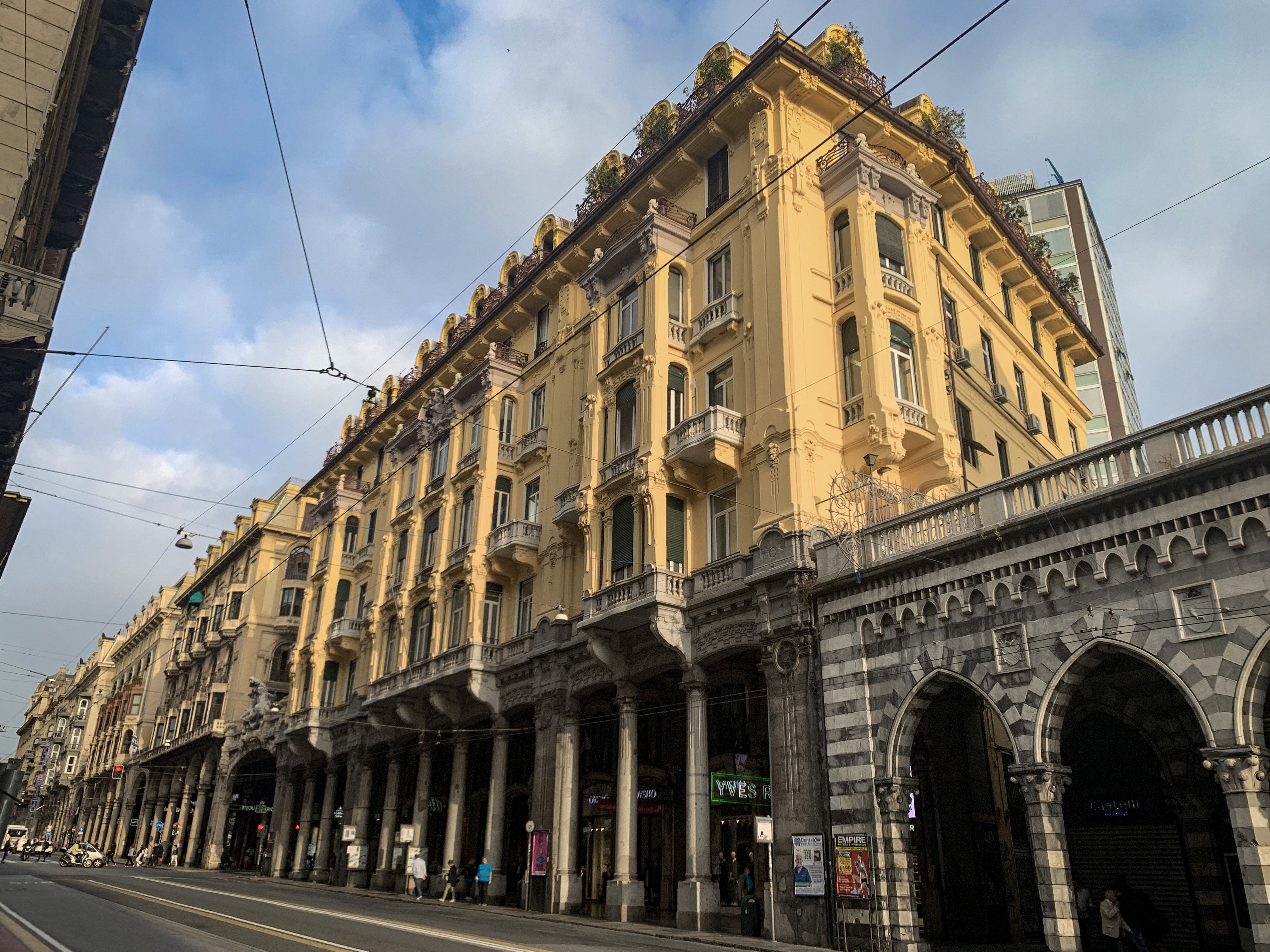
Facciata del palazzo, lato est
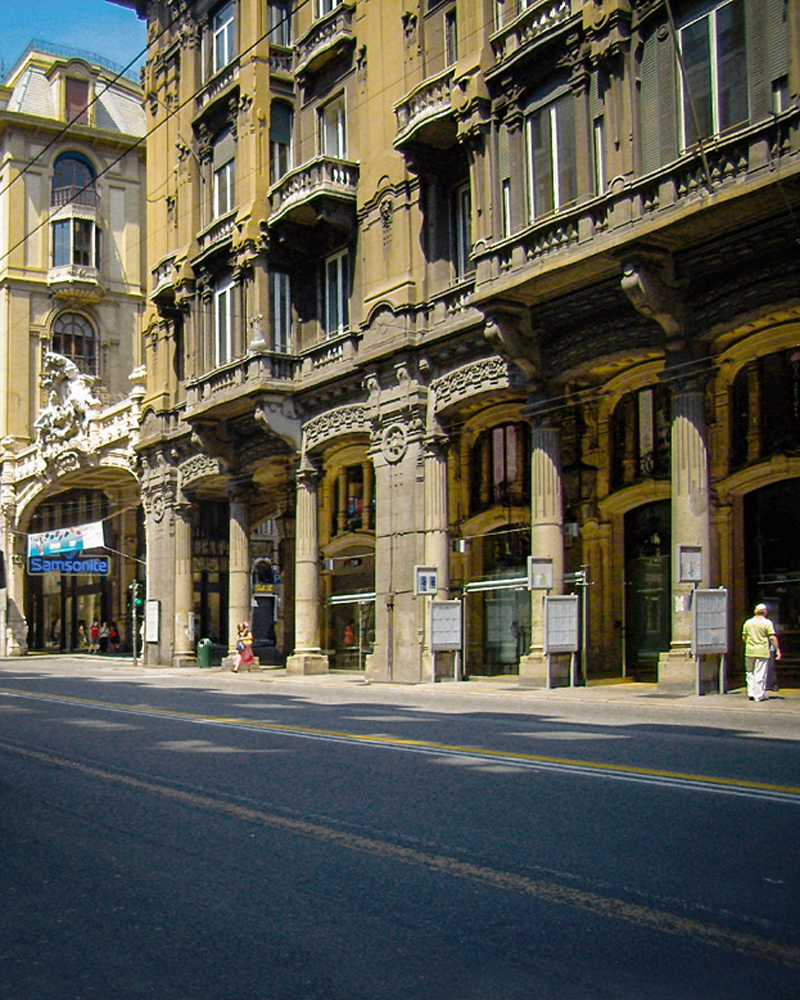
La facciata di Palazzo Orzali, prima della ristrutturazione del 2022
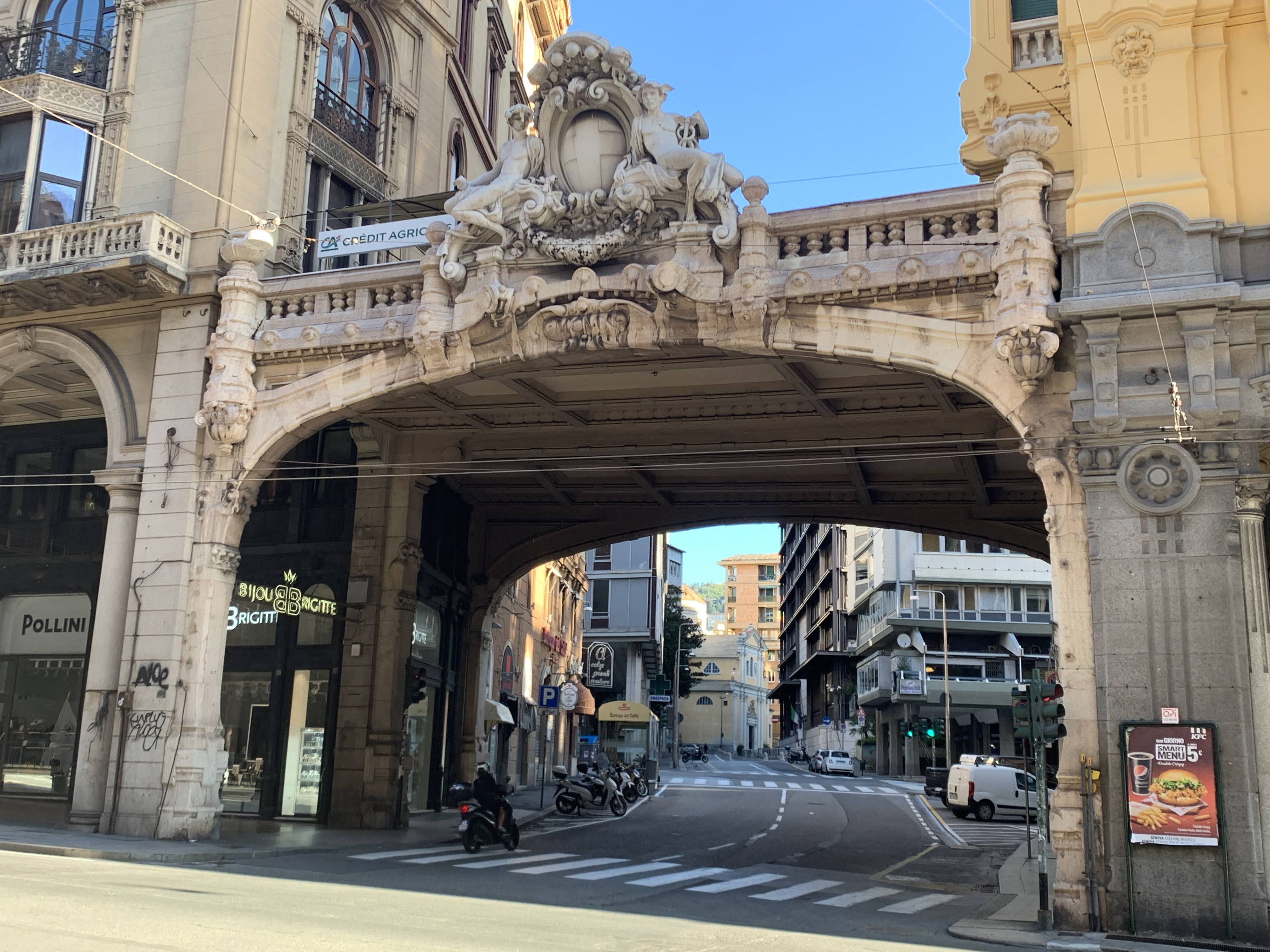
L'arcone monumentale all'intersezione fra via XX Settembre e via V Dicembre
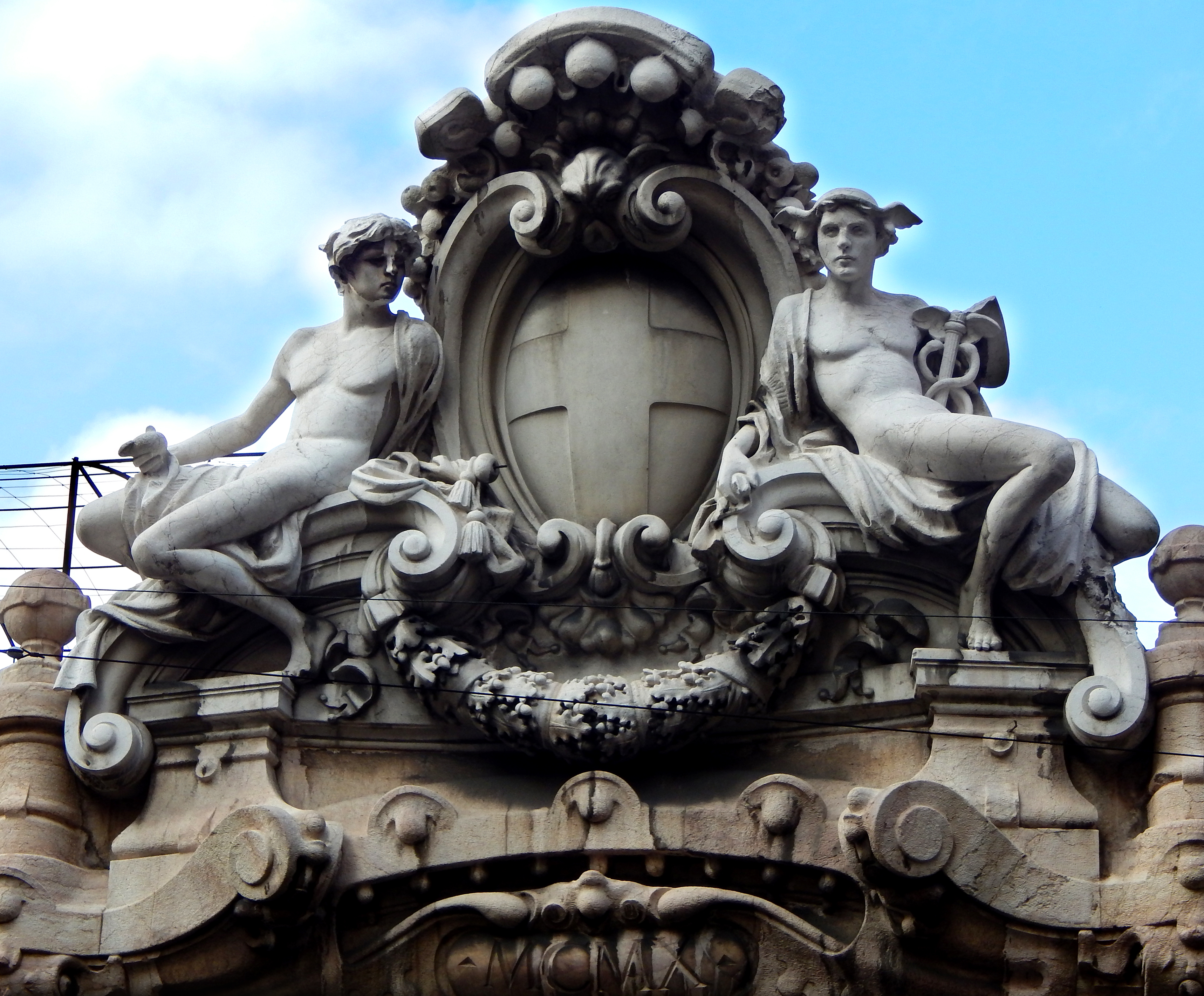
Dettaglio del decoro sull'arcone
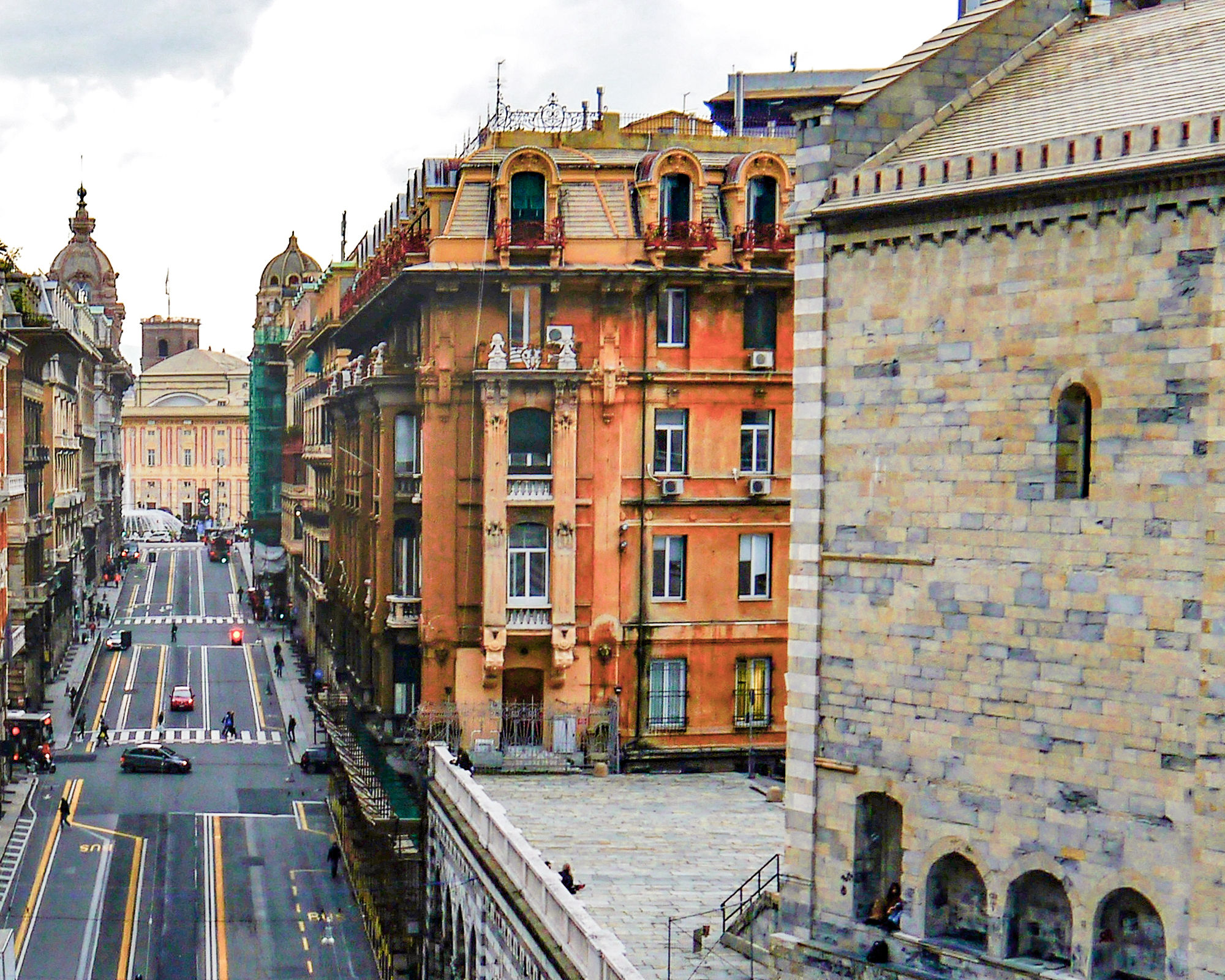
La facciata laterale prima della ristrutturazione, a destra si vede la chiesa di Santo Stefano
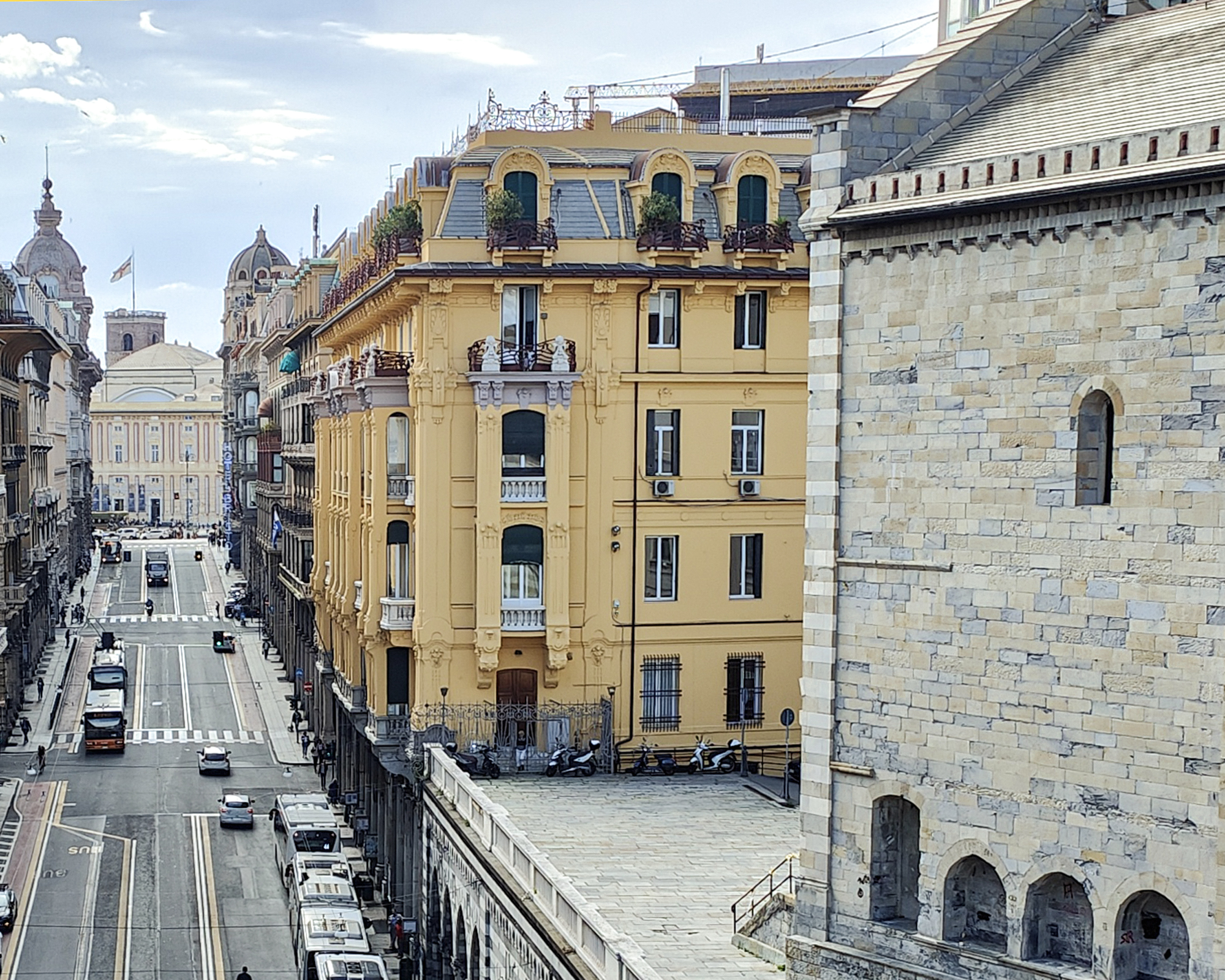
La facciata laterale dopo la ristrutturazione, a destra si vede la chiesa di Santo Stefano
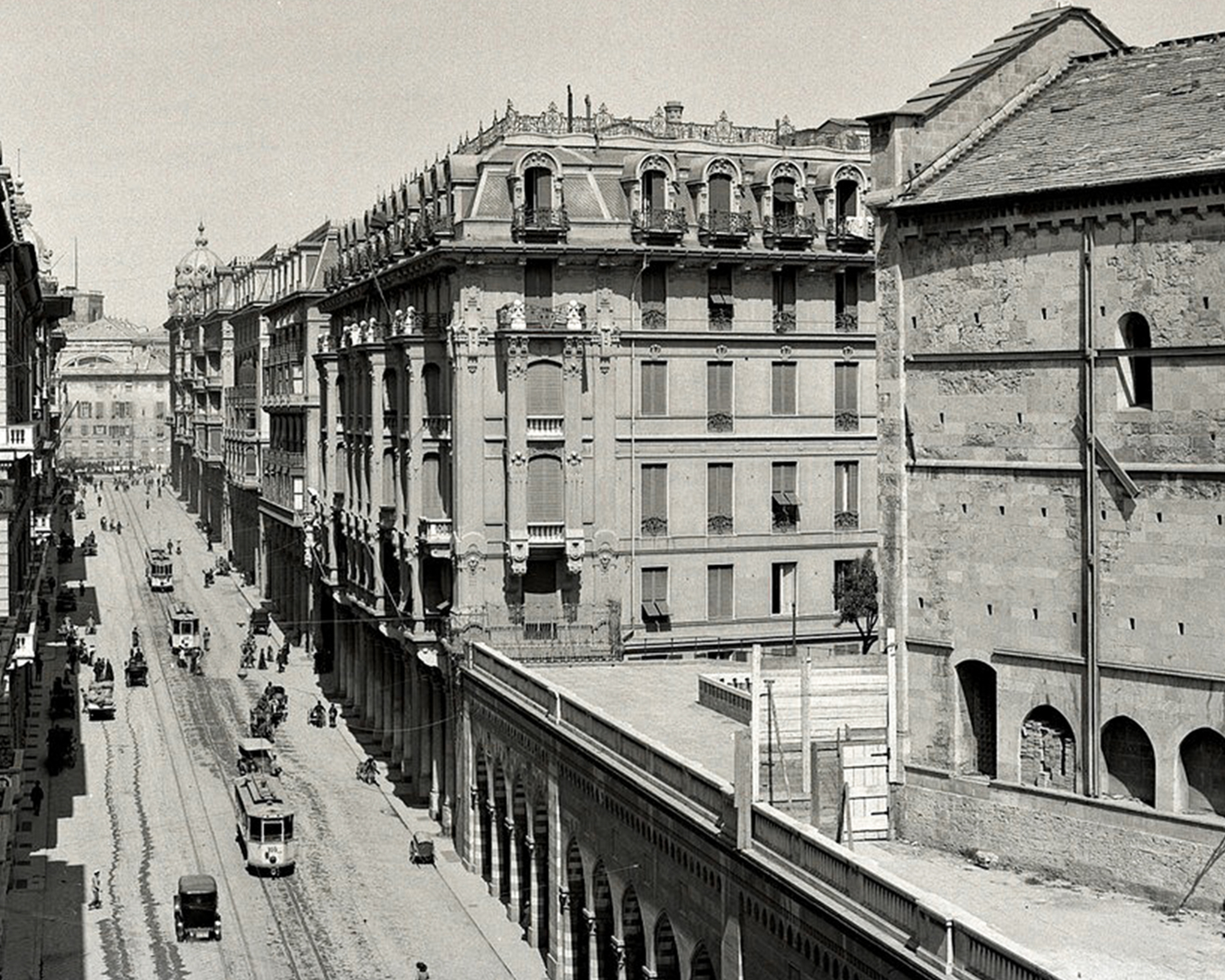
La facciata laterale nel 1916